# Пахман, Владимир фон
Владимир фон Пахман, позднее Владимир де Пахман (27 июля 1848, Одесса, Российская империя — 6 января 1933, Рим, Италия) — европейский пианист российского происхождения, эксцентрик и мистификатор. Играя почти исключительно Шопена, стал одним из самых влиятельных интерпретаторов творчества композитора.

## Происхождение
Согласно прижизненной биографии, опубликованной многолетним секретарём и бойфрендом Пахмана Франческо Палотелли, Пахман родился в Одессе в семье преподавателя  римского права в лицее Валентина Пахмана. По всей видимости, имеется в виду Викентий Филиппович Пахман (1793—1878), выходец из Праги,  который действительно много лет преподавал римское право в знаменитом Ришельевском лицее. В таком случае, Владимир Пахман является братом российского сенатора и юриста Семёна Викентьевича Пахмана, который старше его на 23 года. Со своей стороны, иностранные источники упоминают, что три брата Пахмана были офицерами российской армии, но ничего не говорят о сенаторе. 
По происхождению Викентий Пахман мог быть как немцем, так и чехом. Его женой, согласно биографии сына-пианиста, была знатная турчанка, захваченная в плен в ходе Русско-турецких войн. Ни Викентий Пахман, ни его сын-сенатор никогда не пользовались частицей «фон», и тем более частицей «де», обозначающими принадлежность к дворянству в Германии и во Франции соответственно.
На момент рождения сына Владимира, Викентию Пахману было уже глубоко за 50. Он действительно был одарённым музыкантом-самоучкой (об этом говорит то обстоятельство, что в Ришельевский лицей он вначале устроился, как преподаватель музыки), а значит действительно мог быть единственным учителем музыки у своего сына, как об этом говорится в биографии пианиста.

## Биография
До 18 лет Владимир Пахман брал уроки у отца, затем поступил в Венскую консерваторию, где его учителями были пианист Йозеф Дакс и композитор Антон Брукнер. Затем Пахман некоторое время играл в Лепйцигском оркестре под управлением Карла Райнеке, а с 1880-х годов начал успешную сольную карьеру, гастролируя по Европе и США. С 1890-х по 1925 год он неоднократно давал сольные концерты в Нью-Йоркском Карнеги-холле.
В 1907 году Владимир де Пахман стал одним из первых крупных пианистов, чья игра была записана на граммофонные пластинки.

## Стиль поведения и манера игры
Владимир Пахман отличался нестандартным поведением как у себя дома, так и на сцене. Гостей он принимал в дырявом халате, ранее принадлежавшем Шопену, а когда халат порвался окончательно, заменил его на другой такой же. Выйдя на сцену, Пахман иногда требовал удалить из зрительного зала людей, внешний вид которых его раздражал. Начав играть, Пахман довольно громко разговаривал сам с собой, произнося например «Браво, де Пахман!» при преодолении особенно трудных мест.
В связи с этим оценки творчества пианиста были весьма различны. Один из критиков назвал его «Шопензе», соединив в этом прозвище специфический стиль поведения с именем исполняемого композитора. С другой стороны, Ференц Лист, однажды, конферируя Пахману, произнёс в зал «Сегодня вы впервые услышите подлинного Шопена». 
Игорь Стравинский, однако, считал Владимира де Пахмана шарлатаном, а Джордж Бернард Шоу как-то заявил, что Пахман «исполняет пантомиму под аккомпанемент музыки».

## Личная жизнь
В 1884 году Пахман женился на своей ученице, британской пианистке Энни Луизе Маргарите Окей (1865—1952), у пары родилось трое детей, но в 1895 году брак был расторгнут. В дальнейшем Пахман, как предполагается, жил со своим секретарём Франческо Палотелли.

## Награды
- Золотая медаль Лондонского Филармонического общества (1916).
- Датский орден Данеброг[8]